# 王曲东岳庙
36°10′18″N 111°31′55″E / 36.17167°N 111.53194°E
王曲东岳庙位于中国山西省临汾市尧都区吴村镇王曲村，已列为全国重点文物保护单位。

## 历史
王曲东岳庙建于元初，明清均有修葺，现存元代戏台和清代东岳庙大殿。

## 建筑
戏台坐南朝北，为元代和清代两个不同时期的建筑组成的复合戏台。元代戏台居后，平面近方形，台前有清代增建的硬山卷棚顶抱厦，台宽7.25米，单檐歇山顶，三门砌墙，正面敞口。檐下斗栱共十六攒，五铺作单抄单下昂，重栱计心造。
戏台中央的藻井结构奇特，空灵深邃，以斗拱叠架的手法形成各种几何形状。第一层四面大额枋排列一圈16朵斗拱，第二层井口枋上施8朵斗拱，第三层井口枋和抹角梁上再施8朵斗拱。正交体系与斜交体系比例优美。

## 保护
2006年5月25日，王曲东岳庙公布为第六批全国重点文物保护单位，编号6-424。